# Gran Premio Nobili Rubinetterie 2004
Il Gran Premio Nobili Rubinetterie 2004, settima edizione della corsa, si svolse il 25 agosto 2004 su un percorso di 185 km. La vittoria fu appannaggio dell'italiano Damiano Cunego, che completò il percorso in 4h51'23", precedendo il russo Alexandr Kolobnev ed il connazionale Paolo Valoti.
Sul traguardo di Arona 37 ciclisti, su 116 partiti, portarono a termine la competizione.

## Ordine d'arrivo (Top 10)
| Pos. | Corridore           | Squadra           | Tempo    |
| ---- | ------------------- | ----------------- | -------- |
| 1    | Damiano Cunego      | Saeco             | 4h51'23" |
| 2    | Alexandr Kolobnev   | Domina Vacanze    | s.t.     |
| 3    | Paolo Valoti        | Domina Vacanze    | s.t.     |
| 4    | Andrea Masciarelli  | Ceramica Flaminia | s.t.     |
| 5    | Ruggero Borghi      | De Nardi          | s.t.     |
| 6    | Scott Davis         | Ceramiche Panaria | s.t.     |
| 7    | Paul Crake          | Corratec Austria  | s.t.     |
| 8    | Tomislav Dančulović | Perutnina Ptuj    | s.t.     |
| 9    | Emanuele Sella      | Ceramiche Panaria | s.t.     |
| 10   | Gianluca Tonetti    | Tenax-Menikini    | s.t.     |